# Furia (película)
Furia (Fury) es una película estadounidense dirigida por Fritz Lang en 1936 y protagonizada por Sylvia Sidney y Spencer Tracy. Es la primera película que el director realizó en Hollywood.

## Argumento
Joe Wilson (Spencer Tracy) planea casarse y pone su propio negocio junto a sus hermanos. De paso en una pequeña ciudad y por una serie de coincidencias, es considerado sospechoso del secuestro de una niña, delito que no ha cometido. Wilson es encarcelado con carácter preventivo. Por boca de uno de los ayudantes del comisario, se inicia una serie de rumores: en un bar, habla de lo sucedido exagerando un poco. La gente del bar, indignada por la naturaleza del crimen, se convoca en la plaza frente a la comisaría. A medida que aumenta la concentración de gente, aumentan proporcionalmente los gritos hasta lanzamientos de piedras. Finalmente, tras un intento fallido de ingreso, la gente se ha convertido en una masa que comienza a gritar y a enloquecer, descontrolada arroja fuego e incendia la delegación. A través de las rejas de la ventana se ve al desgraciado Wilson luchando contra las llamas, en una celda en la que está encerrado, pero aunque logra escapar es dado por muerto ya que el incendio derriba el lugar impidiendo el rescate de cuerpo.
En un segundo bloque de la película, comienza el juicio a las 22 personas que se logra identificar como autores materiales del ataque, gracias a las imágenes de un noticiario cinematográfico, que demuestran su presencia activa en el tumulto, desmintiendo las coartadas que les habían proporcionado testigos perjuros. Entre los acusados hay varios tipos y caracteres: hombres y mujeres, jóvenes y ancianos, contritos e hipócritas.
Paralelamente, Joe trama junto a sus hermanos la venganza: permanecer como muerto, incluso para su novia, todo sea para que quienes intentaron matarlo sufran tanto como sea posible. 
Durante el proceso se discurre acerca de las culpas de los acusados en particular, como de la masa en general. Llegando a los alegatos finales, la novia de Joe descubre con alegría que su novio está vivo, aunque le sigue un pesar al darse cuenta de los planes de venganza que lo están cegando.
Finalmente, cuando se está sentenciando al grupo de incendiarios, aparece Joe para salvarlos de su condena. Por un lado, porque el discurso de su novia le provocó un remordimiento insoportable, y, por otro, como medio de recuperar su identidad y a su prometida.

## Reparto
- Sylvia Sidney - Katherine Grant
- Spencer Tracy - Joe Wilson
- Walter Abel - Fiscal de distrito Adams
- Bruce Cabot - Kirby 'Bubbles' Dawson
- Edward Ellis - Sheriff Thaddus Hummel
- Walter Brennan - 'Bugs' Meyers
- Frank Albertson - Charlie Wilson
- George Walcott - Tom Wilson
- Arthur Stone - Richard Durkin

## Candidaturas
La película fue candidata al Oscar por el mejor guion original.
National Board of Review
| Año  | Reconocimiento                | Resultado |
| ---- | ----------------------------- | --------- |
| 1936 | Diez películas más destacadas | Incluida  |